# Marguerite Bérard
Marguerite Bérard (Parijs, 31 december 1977) is een Franse bankier. Zij is de bestuursvoorzitter van ABN AMRO Bank N.V. per 23 april 2025.

## Levensloop
Bérards vader was prefect van Nord-Pas-de-Calais, terwijl haar moeder behoorde tot de staf van premier Raymond Barre en minister van Gezondheid Simone Veil. Bérard zelf studeerde economie en bestuurskunde aan het Institut d'études politiques de Paris en later aan de Princeton-universiteit. Vanaf 1999 vervolgde ze haar opleiding aan het gerenommeerde École nationale d'administration, waar ze in 2004 als beste van haar klas afstudeerde. 
Haar werkende leven begon Bérard als financieel inspecteur. Van 2007 tot 2010 was ze een adviseur van president Nicolas Sarkozy en van 2010 tot 2012 stafchef van de minister van Arbeid. In 2012 maakte Bérard de overstap naar de bancaire sector. Bij fusiebank BPCE werkte Bérard net onder de Raad van Bestuur als verantwoordelijke voor strategie en juridische zaken. In 2016 trad ze toe tot de Raad van Bestuur. In 2018 vertrok Bérard naar de grootste Franse bank BNP Paribas, waar ze verantwoordelijke was voor de binnenlandse retailactiviteiten. In 2024 verliet Bérard BNP Paribas. De reden van haar vertrek is niet bekend. In januari 2025 werd bekend dat Bérard de beoogd opvolger van Robert Swaak is als bestuursvoorzitter van ABN AMRO Bank N.V.

## Persoonlijk
Bérard is tweemaal getrouwd. Uit haar eerste huwelijk, dat uitliep op een scheiding, heeft zij twee kinderen. In 2019 publiceerde zij het boek Le siècle d’Assia over haar opa die voor de Tweede Wereldoorlog als Russische Jood naar Frankrijk vluchtte.